# Андреевка (Закарпатская область)
Андре́евка (укр. Андріївка прежние названия: Андрашивцы, Андреевцы) — село в Среднянской поселковой общине Ужгородского района Закарпатской области Украины.
Население по переписи 2001 года составляло 280 человек. Занимает площадь 0,54 км².

## История
В 1946 году указом ПВС УССР село Андрашивцы переименовано в Андреевку.
Согласно письменным источникам село существовало в 1417 году, когда впервые упоминается в дарительных грамотах. Было известно под названиями «Andreaswagas», «Andrasocz». Его основал шолтейс Андраш (Андрей). Андреевка принадлежала Середнянскому дворянскому домену. В 1599 году в селе насчитывалось 16 крепостных домохозяйств. В 1603 году в селе существовали дома православных священников и дом шолтейса.
Источники XVIII века называют Андреевку русским (русинским) селом.